# 丹龙县
丹龙县是越南林同省下辖的一个县。

## 地理
丹龙县北接多乐省勒县，西接得农省得格朗县，南接林河县，东接乐阳县。

## 历史
2004年11月17日，以乐阳县达姆容社、达宋社、达龙社3社和林河县灵斯若社、达如塞社、非灵社、达克囊社、若曼社5社析置丹龙县。

## 行政区划
丹龙县下辖8社，县莅若曼社。
- 达克囊社（Xã Đạ Knàng）
- 达龙社（Xã Đạ Long）
- 达姆容社（Xã Đạ M'rong）
- 达如塞社（Xã Đạ Rsal）
- 达宋社（Xã Đạ Tông）
- 灵斯若社（Xã Liêng Srônh）
- 非灵社（Xã Phi Liêng）
- 若曼社（Xã Rô Men）